# Radiohead Box Set
Radiohead (o Radiohead Box Set on-line) è una raccolta di sei album in studio e un album live, registrati dai Radiohead, ristampati e confezionati in cofanetto il 10 dicembre 2007. Il cofanetto ha raggiunto la posizione 95 nella classifica degli album del Canada.

## Contenuti
Il cofanetto contiene i primi sei album e un EP dal vivo registrati dai Radiohead per la loro ex etichetta EMI tra il 1993 e il 2003:
- Pablo Honey
- The Bends
- OK Computer
- Kid A
- Amnesiac
- I Might Be Wrong: Live Recordings
- Hail to the Thief

Il cofanetto è stato pubblicato fisicamente in edizione limitata di sette CD, come download digitale formato MP3 DRM-free 320 kbit/s con grafica digitale e come chiavetta USB 4GB. La chiavetta USB contiene tutti e sette gli album in formato file audio WAV e grafica digitale per ogni album.

## Backgroud
Il contratto della band con la Parlophone si concluse nel 2004, dopo l'uscita del loro sesto album in studio Hail to the Thief del 2003. Senza un contratto discografico, la band ha registrato l'album In Rainbows, pubblicato in maniera indipendente nell'ottobre 2007, in formato digitale, per il quale il cliente è stato autorizzato a decidere il proprio prezzo d'acquisto e come "discbox". Quest'ultimo aveva incluso il CD di In Rainbows, un bonus CD contenente le sessioni di registrazione, una edizione in vinile di In Rainbows contenuta in due 12" a 45 giri e un libro cartonato. Questo discbox era disponibile per l'acquisto dal sito di "in Rainbows" per quaranta sterline, ed è stato spedito ai clienti all'inizio di dicembre 2007.
Il 31 ottobre 2007 i Radiohead hanno annunciato di essere in procinto di firmare un nuovo contratto con la XL Recordings e che In Rainbows sarebbe stato messo in commercio dalla casa editrice nella versione CD. Poco dopo, Parlophone ha annunciato l'uscita di questo cofanetto. È stato pubblicato esattamente una settimana dopo la data di spedizione del discbox in versione fisica per circa lo stesso prezzo del cofanetto. I Radiohead non sono stati coinvolti nella decisione di pubblicare il cofanetto e non l'hanno promosso. È stato messo in dubbio che l'uscita del cofanetto potrebbe essere stata una vendetta per aver perso i diritti di vendere i lucrosi album dei Radiohead. Parlophone ha negato e i Radiohead hanno rifiutato di commentare la dichiarazione. A inizio novembre 2007, i risultati sui motori di ricerca per il termine Radiohead mostravano in cima ai risultati siti chiamati "Radiohead - Nuovo album 'In Rainbows' ora disponibile come cofanetto". L'annuncio, tuttavia, non portava al sito di In Rainbows, ma al sito web dove Parlophone vendeva il cofanetto dei sei album pubblicati in precedenza. Parlophone presto corresse questo errore e i Radiohead accettarono l'accaduto come un errore vero e proprio, piuttosto che come una forma di raggiro.